# Store Solt
Store Solt (dansk) eller Großsolt (tysk) er en landsby og kommune beliggende cirka 10 syd for Flensborg i landskabet Angel i Sydslesvig. Administrativt hører kommunen under Slesvig-Flensborg kreds  i den nordtyske delstat Slesvig-Holsten. Kommunen samarbejder på administrativt plan med andre kommuner i omegnen i Hyrup kommunefællesskab (Amt Hürup). Landsbyen er sogneby i Store Solt Sogn. Sognet lå i Ugle Herred (Flensborg Amt, Sønderjylland), da området tilhørte Danmark.

## Geografi
Til kommunen hører også Bistoft, Bistoftmark (Bistoftfeld), Bistoftskov (Bistoftholz), Bregnegård (Bregengaard), Erholung, Estrup, Estrupmark (Estrupfeld), Frisled (Friesheck), Kloster, Kollerup, Møllebro (Mühlenbrück), Store Solt by, Soltbro (Großsoltbrück), Soltskov (Großsoltholz), Store Solt Vesterskov (Großsoltwesterholz) og Sønderballe (Süderballig) samt koloniststed Ernsthof. Søsterbyen Lille Solt ligger kun få kilometer nord for Store Solt.
Bondeåen (Bondenau) og deres biflod Kilså (Kielstau) løber fra øst mod vest gennem byen og munder ved Ågård i Oversø Sogn ud i Træsøen, hvor Trenen udspringer. Både Bondeåen og Kilsåen har været vandstandsreguleret siden 1925, hvormed Træsøens vandareal formindskes fra 100 hektar til nu 35 hektar. Tæt ved landsbyen lå den lille Arnsø (Arensee),

## Historie
Byens navn dukker for første gang op i skriftlige kilder i 1352. Udtrykket solt mener formentlig salt, men kan derudover også betyde sumpede land. På sønderjysk skrives bynavnet Stor(e) 'Soljt.
Byens romanske kirke stammer fra slutningen af 1100-tallet. Kirketårnet kom først til i 1920.

## Kendte
Den danske sprogmand Eiler Henning Hagerup døde 1863 i Store Solt.
Den danske slægt Tuxen kan føres tilbage til Store Solt.